# Esbjörn Hagberg
Karl Erik Esbjörn Hagberg, född 2 juli 1950 i Västerås församling, Västmanlands län, var biskop i Karlstads stift år 2002 till 2016.

## Biografi
Hagberg prästvigdes 1975 för Västerås stift och arbetade sedan i Grängesberg som präst i fem år, innan han 1980 flyttade till Enköping där han arbetade som komminister. Senare tjänstgjorde han som kontraktsadjunkt inom Uppsala stift.
Under en tid var Hagberg verksam som själavårdslärare vid Johannelunds teologiska högskola, där han åren 1998–2002 var rektor. Han lämnade tjänsten för att vigas till biskop i Karlstads stift.
Hagbergs intresse för själavården syns inte minst genom de böcker han skrivit, hans herdabrev ansluter också till själavården med sin utgångspunkt i försoning. Själavården utgör också ett av de teman som finns i hans biskopsvapen, uttryckt bland annat genom en stola som symbol för kyrkans folks uppdrag att bära varandras bördor, och genom färgen blått, som är botens färg.

## Utmärkelser
- H.M. Konungens medalj i guld av 8:e storleken i Serafimerordens band (Kon:sGM8mserafb, 2018) för betydande insatser inom svenskt kyrkoväsende[2]